# نیکولو کازال
نیکولو کازاله (انگلیسی: Nicolò Casale؛ زادهٔ ۱۴ فوریهٔ ۱۹۹۸) بازیکن فوتبال اهل ایتالیا است که برای باشگاه لاتزیو بازی می‌کند.
از باشگاه‌هایی که در آن بازی کرده‌است می‌توان به باشگاه فوتبال هلاس ورونا و باشگاه فوتبال پروجا اشاره کرد.
وی همچنین در تیم ملی فوتبال زیر ۲۱ سال ایتالیا بازی کرده‌است.